# Schoenoplectus confusus
Schoenoplectus confusus là loài thực vật có hoa trong họ Cói. Loài này được (N.E.Br.) Lye miêu tả khoa học đầu tiên năm 1971.